# Cuélas
Cuélas é uma comuna francesa na região administrativa de Occitânia, no departamento de Gers. Estende-se por uma área de 6,55 km². Em 2010 a comuna tinha 129 habitantes (densidade: 19,7 hab./km²).